# Cantonul Luz-Saint-Sauveur
Cantonul Luz-Saint-Sauveur este un canton din arondismentul Argelès-Gazost, departamentul Hautes-Pyrénées, regiunea Midi-Pyrénées, Franța.

## Comune
- Barèges
- Betpouey
- Chèze
- Esquièze-Sère
- Esterre
- Gavarnie
- Gèdre
- Grust
- Luz-Saint-Sauveur (reședință)
- Saligos
- Sassis
- Sazos
- Sers
- Viella
- Viey
- Viscos
- Vizos